# Taaget hadművelet

Bjørnøya elhelyezkedése

A Taaget hadművelet német katonai akció volt a második világháborúban, amelynek célja egy kétszemélyes meteorológiai állomás működtetése volt az északi-sarki területen.
A második világháborúban szembenálló feleknek létfontosságú volt, hogy pontos időjárási előrejelzésekhez jussanak. Az Északnyugat-Európa és Skandinávia időjárását meghatározó meteorológiai rendszerek általában nyugatról, északnyugatról érkeznek, ezért a legjobban a sarki területeken – Grönland, Jan Mayen-sziget, Izland, Spitzbergák – működő állomások tudják előrejelezni a változásokat. A németek számára elengedhetetlen volt, hogy megbízható meteorológiai jelentésekhez jussanak a térségből. Különös értéke lett ebből a szempontból a Spitzbergáknak.
A Taaget állomást 1944-45 telén állította fel az Abwehr Bjørnøyán. A létesítmény üzemeltetésére két önkéntes jelentkezett, egy norvég (Leif Utne, kódnevén Ludwig) és egy ukrán (Ivan Paskurov, kódnevén Josef Balkin). Az őket szállító U–1163-as tengeralattjáró 1944. november 14-én futott ki Tromsøből, és két nap múlva érte el a szigetet. A következő három napban a legénység felállította az állomást, valamint a partra szállította a felszerelést és az ellátmányt.
Az előre eltervezettekkel szemben az állomás nem kezdte meg az adást, ezért a németek odairányították az U–992-es tengeralattjárót. Kiderült, hogy a rádió elemei lemerültek a két önkéntes közötti kommunikációs zavar miatt. A norvég csak anyanyelvén beszélt, míg társa csak ukránul és valamennyire németül tudott. Miután a búvárhajó mérnökei megjavították a berendezést, az állomás rendszeresen küldte jelentéseit.
Az 1945. április 7-éről 8-ára virradó éjszaka az ukrán önkéntes kimentését kérte, mert norvég társa eltűnt vadászat közben. Április 10-én megérkezett a szigethez az U–668-as, és evakuálta a férfit és a felszerelést. A tengeralattjáró április 17-én kötött ki Narvikban.